# Municipio de Santa Catarina (Guanajuato)
El municipio de Santa Catarina tiene una extensión territorial de 195.8 kilómetros cuadrados, que representa el 0.64 % de la superficie total del estado de Guanajuato. Este municipio limita al norte con los municipios de Victoria y Xichú, al este con el estado de Querétaro, al sur con Tierra Blanca, al sureste con Doctor Mora y al oeste con San José Iturbide.

## Toponimia
Nombre que se le dio bajo el producto de la mezcla de tribus chichimecas, pames, tlaxcaltecas y mestizos.

## Historia
El primer asentamiento en lo que ahora es el municipio de Santa Catarina fue el producto de la mezcla de tribus chichimecas, pames, tlaxcaltecas y mestizos. En 1547 las autoridades de la Nueva España tuvieron conocimiento de la existencia de esta comunidad, y por lo tanto el Virrey Luis Velasco ordenó en 1580 a Alejo de Guzmán, que fundara en este lugar la misión de Santa Catarina. Una vez establecida esta, Alejo de Guzmán creó el Ayuntamiento civil al mando de un jefe político.
Personas ilustres
- Filomeno Osornio
- José Barrera Hernández (1896-1975)
- Gabriel Cabrera Sánchez (1946-1986)

Cronología de hechos históricos
1926: un grupo de hombres al mando del general Frías se unió al movimiento Cristero en Santa Catarina, al mando de Filomeno Osornio.

## Geografía

### Localidades
Según el censo de 2020, el municipio de Santa Catarina contaba con 41 localidades.
| Código INEGI      | Localidad         | Población (2020) |
| ----------------- | ----------------- | ---------------- |
| 110340001         | Santa Catarina    | 1681             |
| Otras localidades | Otras localidades | 4042             |
| Total municipal   | Total municipal   | 5 723            |

## Gobierno y política
Santa Catarina es uno de los 46 Municipios Libres pertenecientes al Estado de Guanajuato, cuya Constitución Política establece que:
ARTÍCULO 106. El Municipio Libre, base de la división territorial del Estado y de su organización política y administrativa, es una Institución de carácter público, constituida por una comunidad de personas, establecida en un territorio delimitado, con personalidad jurídica y patrimonio propio, autónomo en su Gobierno Interior y libre en la administración de su Hacienda.
ARTÍCULO 107. Los Municipios serán gobernados por un Ayuntamiento. La competencia de los Ayuntamientos se ejercerá en forma exclusiva y no habrá ninguna autoridad intermedia entre los Ayuntamientos y el Gobierno del Estado.

### Principales localidades
Según información del INEGI, en el 2010:
- El Tablón, con una población total de 326 habitantes.
- Paredes, con una población total de 323 habitantes.
- Limitas, con una población total de 266 habitantes.

### Caracterización del Ayuntamiento
- Presidente municipal
- Síndico
- Regidores de representación proporcional
- Regidores de mayoría relativa

## Organización y Estructura de la Administración Pública Municipal

### Regionalización política
El municipio de Santa Catarina pertenece al primer distrito electoral federal en el Estado y al segundo distrito electoral local.
Reglamentación municipal
- Reglamento Bando de Policía y Buen Gobierno.
- Reglamento de la Contraloría Municipal del H. Ayuntamiento.
- Reglamento del Consejo de Planeación para el Desarrollo Municipal (COPLADEM).
- Reglamento Interior del Juzgado Administrativo.
- Reglamento de Planeación Municipal.

## Cronología de los presidentes municipales

### Presidente municipal/período de gobierno
- Justino López Cabrera: 1948-1949.
- Timoteo Cabrera Ortiz: 1950-1951.
- Macedonia Mejía: 1952-1954.
- Severiano Cabrera Pérez: 1955-1956.
- Justino López Cabrera: 1958-1960.
- José Barrera Hernández: 1961-1963.
- Antonio López Reséndiz: 1964-1966.
- Benjamín Zarazúa Vázquez: 1967-1969.
- Ezequiel López Cabrera: 1970-1972.
- Agustín Cabrera Garduño: 1972-1973.
- Antonio Maya López: 1974-1976.
- Rafael Reyes Reyes: 1977-1979.
- Gabriel Cabrera Ortiz: 1980-1982.
- Santiago Mejia Reséndiz: 1983-1985.
- Ciro Rodríguez Zarazúa: 1986-1988.
- J. Remedios Rojo Martínez: 1989-1991.
- Guadalupe López Medina: 1992-1994.
- Gaudencio López Hernández: 1995-1997.
- Antonio Rojo López: 1998-2000.
- José Marcelino Montes Barrera 2000-2003.
- Antonio Rojo López: 2003-2006.
- Carlos Alfredo Rubio López (interino): 2006.
- Olegario Martínez Chávez: 2006-2008 Petra Barrera Barrera: 2009-2012.
- Antonio Rojo López (sustituto): 2012.
- Filogonio Jiménez Morales: 2015.

## Geografía

### Localización
El municipio de Santa Catarina se localiza en la región II Noreste de la entidad, teniendo como límites las coordenadas geográficas 100°1′1″ y 100°9′12″ de longitud oeste del meridiano de Greenwich y 21°5′0″ y los 21°14′12″ de latitud norte. La cabecera municipal se localiza a los 100°3′54″ de longitud oeste del meridiano de Greenwich y a los 21°8′18″ de latitud norte. La altitud promedio sobre el nivel del mar es de 1560 metros.
Limita al norte con los municipios de Victoria y Xichú, al este con el estado de Querétaro, al sur con Tierra Blanca, al sureste con Tierra Blanca y al oeste con Victoria.

### Extensión
El municipio cuenta con una extensión territorial de 193.67 km², que representa el 0.64 % de la superficie total del estado. Su división territorial está formada por 45 comunidades.

### Orografía
Santa Catarina tiene una superficie predominantemente montañosa, pues se encuentra dentro de la sierra Gorda.  Destacan las siguientes elevaciones: cerro Prieto, Puerto de la Guerra, mesa de flores, El Chiquihuitillo y otras de menos importancia. La altura media de estas elevaciones es de 2300 m s. n. m. (metros sobre el nivel del mar).

### Hidrografía
Del Noreste llega a Santa Catarina el río Victoria, en el que desembocan las aguas de los arroyos, Tinajero, Cupido, Nogal, Canoas, y El Chilar. Asimismo, en este municipio se unen los ríos Tierra Blanca y Victoria,  este último se une fuera del municipio al río Extoras; al río Tierra Blanca se le unen arroyos de La Cañada, Corralitos, Arroyo Zarco, Caporal, Pinal de Zamorano y otros más.

### Clima
En el municipio el clima es semiseco semicálido. La temperatura promedio anual es de 17.6 °C. Su precipitación pluvial es de 550 milímetros en promedio, siendo su temperatura máxima de 37 °C y la mínima de 1 °C. La frecuencia de heladas varía de 10 a más de 30 días, y las granizadas es de 2 a 3 días.
Principales Ecosistemas: clima templado.

### Flora
En Santa Catarina predominan los bosques de pino, encino y piñonero, así como el matorral alto. Las especies forrajeras que se encuentran son zacates, triguillo, lobero, liendrilla, pajita y plumero blanco. También se cuenta con madroño, nopal, palma china, soto y granjero.

### Fauna
La fauna que predomina está formada por roedores, como conejo, liebre, ardilla y tejón; aves, como codorniz, águila, halcón, zopilote, patos y gavilán; y herbívoros, como el venado.

### Clasificación y uso del suelo
El suelo del municipio es de una estructura blocosa subangular a granular, de consistencia friable a muy firme, textura que va de franco arenoso a arcilloso, un pH de 6.6 a 7. El suelo es de origen coluvial a aluvial. En la parte norte el tipo de suelo que predomina es el cambisol eutrico de textura media y pendientes mayores de 8 %.
De un total de 16 109.06 hectáreas, 560.61 hectáreas son laborables y, en su totalidad, de temporal, 14 928.17 hectáreas son de uso pecuario, 82.57 hectáreas son suelo urbano y 527.71 hectáreas sin uso.

## Perfil sociodemográfico

### Grupos étnicos
La población indígena en el municipio actualmente es mínima, dado que, de acuerdo con el censo del 2000, existen 16 indígenas, los cuales representan el 0.35 % del total de la población total de Santa Catarina, y las lenguas que hablan son el cochimí y el pame.
De acuerdo con los resultados que presenta el II Conteo de Población y Vivienda del 2005, en el municipio habitan un total de 8 personas que hablan alguna lengua indígena.

### Evolución demográfica
Hasta el año 2000, Santa Catarina contaba con 4533 habitantes, de los cuales el 47.5 % son hombres y el 52.5 % mujeres en 45 localidades, dispersas y muy pequeñas, de las cuales se destaca la cabecera, con un 27.9 % de la población, y el poblado de Paredes, apenas con un 6.2 %.
| Año  | Población |
| 1950 | 2663      |
| 1960 | 2916      |
| 1970 | 3108      |
| 1980 | 3556      |
| 1990 | 3982      |
| 2000 | 4533      |

FUENTE: Compendios municipales 2001. Instituto de Información para el desarrollo. Población Total de Santa Catarina por sexo.
FUENTE: Compendios Municipales 2001. Instituto de Información para el desarrollo.
El municipio tiene una densidad de 23 habitantes por kilómetros cuadrado y una tasa de crecimiento de población media anual de 1.3 %.
De acuerdo con los resultados que presenta el II Conteo de Población y Vivienda del 2005, el municipio cuenta con un total de 4544 habitantes

### Religión
La religión que más se profesa en el municipio es la católica, dado que el 98.7 % de los habitantes de Santa Catarina, hasta el año 2000, son católicos. El 0.67 % no profesan ninguna religión, y el otro 0.63 % se encuentran en otras asociaciones religiosas.
| Religión                    | Practicantes |
| Católicos                   | 3832         |
| Protestantes y evangélicos  | 1            |
| Otros evangélicos           | 1            |
| Bíblicos no evangélicos     | 10           |
| Adventistas del Séptimo día | 3            |
| Mormones                    | 3            |
| Testigos de Jehová          | 4            |
| De otras religiones         | 1            |
| Sin religión                | 26           |
| No especificado             | 9            |
| Total                       | 3890         |

FUENTE: Compendios municipales 2001. Instituto de Información para el Desarrollo.

## Infraestructura social y de comunicaciones

### Educación
El municipio cuenta con instalaciones para atender la educación para lo cual cuenta con un total de 38 planteles que son atendidos por 82 profesores y de esta manera los servicios educativos se prestan de la siguiente forma: preescolar, 253 alumnos inscritos en 15 escuelas; primaria, 884 alumnos inscritos en 18 instituciones educativas y secundaria, 351 en 3 instituciones educativos, así como 77 alumnos inscritos en un plantel para bachillerato. Sumaban, para el 2000, un total de 1565 alumnos inscritos en 38 escuelas del municipio. El porcentaje de analfabetas llega al 25.2 %, de los cuales el 63 % son mujeres y solo el 37 % son hombres. Cabe mencionar que el analfabetismo se ha visto reducido significativamente, ya que para 1980 era del 41 %.
| Nivel        | N.º de alumnos | Personal docente | N.º de escuelas |
| Preescolar   | 253            | 18               | 15              |
| Primaria     | 884            | 43               | 18              |
| Secundaria   | 351            | 17               | 3               |
| Bachillerato | 77             | 4                | 2               |
| Total        | 1565           | 82               | 38              |

FUENTE: Compendios municipales 2001. Instituto de Información para el Desarrollo.

### Salud
La infraestructura que se tiene en el municipio es insuficiente para dar atención médica a la población, pues la dispersión de las comunidades que lo integran hace difícil proporcionar este servicio a sus habitantes. Solamente hay 4 unidades médicas correspondientes a la Secretaría de Salubridad y Asistencia, SSA. Estas 4 unidades médicas son de consulta externa únicamente, no se cuenta con ninguna unidad de médica para hospitalización general o especializada.

### Abasto
El municipio de Santa Catarina sólo cuenta con 3 tiendas DICONSA, un tianguis tiendas de abarrotes, papelerías y otros pequeños comercios que satisfacen las necesidades más elementales de la población y recurren a otras ciudades para adquirir los insumos que no se localizan en el municipio.

### Deporte
El municipio tiene poca infraestructura para satisfacer la demanda del deporte, sin embargo cuenta con algunas canchas para la práctica de los principales deportes.

### Vivienda
Para el 2000 en el municipio existían 966 viviendas particulares habitadas, de las 847 disponen de agua entubada; 357 de drenaje y 823 de energía eléctrica. El promedio de ocupantes por vivienda particular fue de 4.7 %. Nótese que el promedio de ocupantes por vivienda no es muy alto, casi todas las viviendas cuentan con agua entubada y energía eléctrica, pero el drenaje en este municipio si es un problema ya que solo el 36 % cuenta con este servicio.
| Concepto                          | Habitadas | Con agua entubada | Con drenaje | Con energía eléctrica |
| Número total de viviendas         | 966       | 847               | 357         | 823                   |
| Porcentaje del total de viviendas | ¿?        | 87.68 %           | 36.96 %     | 85.20 %               |

De acuerdo con los resultados que presenta el II Conteo de Población y Vivienda del 2005, el municipio cuenta con un total de 993 viviendas, de las cuales 980 son particulares.

### Servicios públicos
El Gobierno municipal proporciona a sus habitantes los siguientes servicios públicos:
- Agua potable y alcantarillado.
- Alumbrado público.
- Limpia.
- Mercado.
- Panteón.

### Vías de comunicación
Tiene comunicación con los municipios de San Luis de la Paz y Victoria por caminos de terracería y una parte pavimentada hacia San Luis de la Paz. Se comunica también con Tierra Blanca y Doctor Mora, de allí a San José de Iturbide y luego a la carretera central México-Piedras Negras.
Medios de comunicación
Cuenta con teléfono, telégrafo y servicio de autobuses foráneos.

## Actividad económica

### Principales sectores, productos y servicios
Agricultura
Los principales cultivos son maíz y frijol. De las 84 hectáreas sembradas durante el ciclo agrícola 1999-2000, el 100 % son de temporal.
Ganadería
La población ganadera se registró en las siguientes cifras:
| Tipo de ganado | N.º de cabezas |
| Bovino         | 2512           |
| Porcino        | 313            |
| Ovino          | 1498           |
| Caprino        | 1980           |
| Aves           | 8908           |

### Industria
La industria del municipio está constituida por maquila de acrilán en pequeños talleres, cuya explotación es la principal fuente de empleo en el municipio.
Población económicamente activa por sector
Hasta el año 2000, las personas económicamente activas representan el 34.1 % de la población municipal total, dedicándose un 28.2 % al sector primario, un 29.7 % al secundario, un 37.1 % al terciario, y el resto, un 5 %, no se había especificado.
FUENTE: Compendios municipales 2001. Instituto de Información para el Desarrollo.
La población económicamente inactiva representa el 65.6 %, y el 0.3 % es no especificado.

## Atractivos culturales y turísticos

### Monumentos históricos
- A don Miguel Hidalgo y Costilla, localizado en la parte noroeste del jardín principal.
- A don Alejo de Guzmán, ubicado en la esquina que forman las calles Alejo de Guzmán y Torres Landa.
- A Juan José López Zárate, que se localiza en la entrada principal de la escuela primaria Benito Juárez.

### Arquitectónicos
- La iglesia católica de la cabecera municipal. Se inició su construcción al poco tiempo de la fundación de este pueblo.

### Esculturas
- Relieve de cantera, colocado en el año de 1980. Representa la fundación de Santa Catarina. Está ubicado en la calle Juárez.
- Relieve de Gabriel Cabrera Sánchez, localizado en la esquina que forman las calles de Matamoros y Zaragoza.

### Fiestas, danzas y tradiciones
En el 25 de noviembre hay una fiesta para celebrar el día de Santa Catarina. El 2 de febrero se celebra en Santa Catarina, "La Bendición de la Semilla"; el 3 de mayo, celebración de la fiesta de la Santa Cruz en el cerro de La Faja; el 12 de diciembre, fiesta en honor de la Virgen de Guadalupe y peregrinación de la cabecera municipal a la comunidad El Lindero.

### Trajes típicos
Las mujeres usaban blusas con manga corta de jareta o cretona rayada, falda larga de percal y de bayeta casi hasta el tobillo, posteriormente se empezaron a utilizar otras telas, tales como nipes, taleta y brocado. También eran típicos el saco de percal; el rebozo de seda e hilo de lana de colores negro, azul, blanco, rosa y verde; la gargantilla de vidrio y collares de coral. El zapato que se utilizaba era botín de taconcillo y estoperoles. Para portar el dinero y otras cosas pequeñas utilizaban una bolsa de lana, manta o cualquier tela, colgada en el cuello.
Los hombres acostumbraban a usar el calzón de manta y patío, camisa de manga larga, ya fuera de cretona, jareta rayada o manta; cargaban además su morral de ixtle o costales de lana, los cuales eran elaborados por los mismos habitantes del municipio. Una prenda muy característica eran las fajas o ceñidores; sombrero de palma y huaraches. Para portar el dinero usaban pieles de víbora, que consistían en una especie de cinturón hueco en el centro, por el cual introducían las monedas y posteriormente lo amarraban a la cintura; y las catahuilas o morrales de cuero.